# 무당파 (무협)
무당파(중국어: 武當派)는 무협물에서 자주 언급되는, 중국 호북성 균현(均縣) 무당산을 근거로 삼는 문파. 대개 개파조사는 장삼봉으로, 문인은 전부 도사로 묘사되는 도가 문파다.

## 상세
중국 호북성 무당산에 실제로 자리잡고 있는 도교 일파 무당파를 모델로 만들어졌다. 따라서 원래는 일개의 집단을 가리키는 호칭이 아니었다. 그러다 20세기 유명 무협소설가 김용의 소설에 등장하며 존재감이 부상하기 시작했다.
흔히 한국의 무협소설(武侠小说)이나 중국의 선협소설(仙侠小说) 또는 현환소설(玄幻小说)에서 소림사와 함께 무림 정파 양대북두라고 칭할 정도로 위상이 크게 묘사되는 편이다. 북숭소림, 남존무당(北崇少林，南尊武当)이란 말이 중국에도 있을 정도. 실제 무협물의 도가 계열 문파 중에선 화산파 등과 함께 소재로 자주 활용되는 편이다. 구파일방의 하나로서 무협소설에선 주조연 혹은 잠깐 언급되거나 스쳐가는 단역이라도 거의 개근에 가까운 출석율을 보이고 있다.
검법이 특히 유명하며 국내 무협소설에선 무당파를 대표하는 무공으로 태극검과 태극권이 자주 언급되는 편인데, 이는 김용의 인기소설 《의천도룡기》가 지대한 영향을 미쳤다고 여겨진다. 그리고 높은 확률로 필살기는 태극혜검.
무학에 관해서 간단하게 요약하자면 내공 수련을 강조하고(强调内功修炼), 이정제동, 이유극강, 이단승장, 이만격쾌, 이의운기, 이기운신, 편어음유, 주호흡, 용단수(讲究以静制动，以柔克刚，以短胜长，以慢击快、以意运气，以气运身，偏于阴柔，主呼吸，用短手)라는 개념을 중히 여기며，무당무공부주진공, 연이역불가경이침범(武当功法不主进攻，然而亦不可轻易侵犯。무당의 무공은 공격적이지 않으나 감히 침범할 수 없다.)라는 개념을 중요시 한다.

## 같이 보기
- 우당산
- 무당파 (도교)